# Керзон-Хау, Ричард, 3-й граф Хау
Генерал Ричард Уильям Пенн Керзон-Хау, 3-й граф Хау (англ. Richard William Penn Curzon-Howe, 3rd Earl Howe; 14 февраля 1822 — 25 сентября 1900) — британский пэр и военный.

## Предыстория
Родился 14 февраля 1822 года. Второй сын Ричарда Керзон-Хау, 1-го графа Хоу (1796—1870), и первой жены леди Гарриет Джорджианы Браднелл (? — 1836).

## Военная карьера
В 1838 году Ричард Керзон-Хау вступил в британскую армию и поднялся по карьерной лестнице до генерал-майора в 1869 году, генерал-лейтенанта в 1877 году и генерала в 1880 году. Он участвовал в Кафрской войне и присутствовал при осаде Дели, в ходе которой он был награждён Орденом Бани в 1858 году.
В 1876 году Ричард Керзон-Хау унаследовал титулы своего смерти старшего брата Джорджа Керзона-Хау, 2-го графа Хау, не оставившего после себя мужского потомства.
Он был назначен почетным полковником Лестерширской йоменской кавалерии принца Альберта в 1876 году после смерти своего брата (подполковника, коменданта PAOLYC [1870-79] Джорджа, 2-го графа Хау), полковника 94-го и 17-го пехотного полка в 1879 году он был назначен полковником 2-го полка лейб-гвардии в 1890 году. В 1897 году он был награждён Королевским Викторианским орденом за свои заслуги на посту лорда-лейтенанта Лестершира, эту должность он занимал с 1888 по 1900 год.

## Семья
8 февраля 1858 года лорд Хау женился на Изабелле Мэри Кэтрин Энсон (1832 — 29 марта 1922), старшей дочери достопочтенного Джорджа Энсона и жены достопочтенной Изабеллы Элизабет Аннабеллы Уэлд-Форестер. У них было четверо детей:
- Ричард Джордж Пенн Керзон, 4-й граф Хау (28 апреля 1861 — 10 января 1929), старший сын и преемник отца.
- Леди Эвелин Элис Керзон (10 апреля 1862 — 4 октября 1913), в 1896 году вышедшая замуж за Джона Эйра.
- Достопочтенный Фредерик Грэм Керзон (10 апреля 1862 — 4 октября 1913), который женился на актрисе Эллис Джеффрис[англ.] и оставил детей, в том числе коммандера Шамбре Джорджа Уильяма Пенна Керзона или актёра Джорджа Керзона (1898—1976), отца нынешнего 7-го графа Хау, который стал преемником своего троюродного брата в 1984 году.
- Леди Эдит Сесилия Керзон (10 мая 1864 — 20 сентября 1936), в 1896 году вышедшая замуж за Гарри Уолтера Франклина.